# Renlies
Renlies (en wallon Rinliye) est une section de la ville belge de Beaumont située en Wallonie dans la province de Hainaut.
C'était une commune à part entière avant la fusion des communes de 1977.

## Toponymie
Renlies signifierait le lieu ou fief de de Ranus ou Rangus (prénom d'homme) d'après l'historien Alexandre-Guillaume Chotin. La finale « lies » proviendrait de la langue romaine locus signifiant « lieu ».  

## Géographie physique et environnement
La localité de Renlies est bornée au nord par Barbençon, à l’est par Vergnies, au sud par Fourbechies et Rance, et à l’ouest par Solre-Saint-Géry. 
L'altitude de Renlies varie de 190 m à 270 m. Le village fait partie de la région naturelle de la Fagne,  vaste dépression constituée principalement de schistes formés lors du dévonien supérieur. Les paysages de la Fagne-Famenne sont habituellement couverts de prairies sur un relief ondulé, ponctué de collines boisées. 
La rivière Hantes qu'alimentent plusieurs ruisseaux traverse le village de Renlies et est classée en site Natura 2000. Dans la vallée de la Hantes et ses affluents, alternent des milieux humides comportant des étangs et des coteaux calcaires peuplés de chênaies et hêtraies. Les prairies environnantes hébergent régulièrement la Cigogne noire. Plusieurs couples de martins-pêcheurs nichent dans les berges de la Hantes ainsi que des pics noirs dans les bois environnants. 
L'on y trouve également des grottes avec une importante population de chauve-souris. D'autres espèces protégées sont également observables: le milan royal, le grand-duc d’Europe, la chouette Athéna, le faucon pèlerin, l'alouette des champs, le loriot d’Europe, le busard Saint-Martin, la tourterelle des bois, la grande aigrette, le vanneau huppé, la caille des blés, la perdrix grise.
Le sous-sol de Renlies est constitué de bandes schisteuses frasniennes et calcaires gris clairs (souvent transformés en dolomie) bien visibles en dessous de l'église Saint-Martin.

## Population
Entre le XIXe et XXe siècles, Renlies a vu sa population chuter avec la progression des techniques agricoles de production. En 1836, l'on comptait 651 habitants alors qu'en 1958, il n'en restait plus que 395. 
Depuis lors, la population est en croissance avec environ 500 habitants actuellement.
- Source:INS, Rem:1831 jusque 1970 = recensements, 1976 = nombre d'habitants le 31 décembre

## Histoire
Plusieurs vestiges de l’époque romaine ont été retrouvés dans le village.
De même que Rance, Renlies est une ville-neuve créée au XIe siècle. Son nom est cité pour la première fois dans un acte de 1083 par lequel Gérard, évêque de Cambrai, donne à l'abbaye d'Hautmont un certain nombre de biens. L'église est cédée en 1189 par Nicolas de Barbençon à l'abbaye de Lobbes, qui nommera les curés. Le chapitre de Thuin, le monastère de Lobbes et le curé perçoivent chacun un tiers de la dîme. 
Durant le Moyen Âge, deux seigneuries se partagent son territoire : l’une relevait du domaine de Rocq-sous-Recquignies (France) et était aux mains du comte de Hainaut et du seigneur de Chimay, l’autre dépendait de la terre et Pairie de Barbençon, une des plus anciennes et des plus puissantes seigneuries hennuyères. Cette double appartenance impliquait naturellement la coexistence de deux mayeurs et de deux collèges d’échevins. 
En 1676, le village, qui fait partie de la principauté de Barbençon, est annexé à la France à la suite du traité de Nimègue (arrangement avec l’Espagne signé le 17 septembre). Le village dépend de la prévôté de Maubeuge.

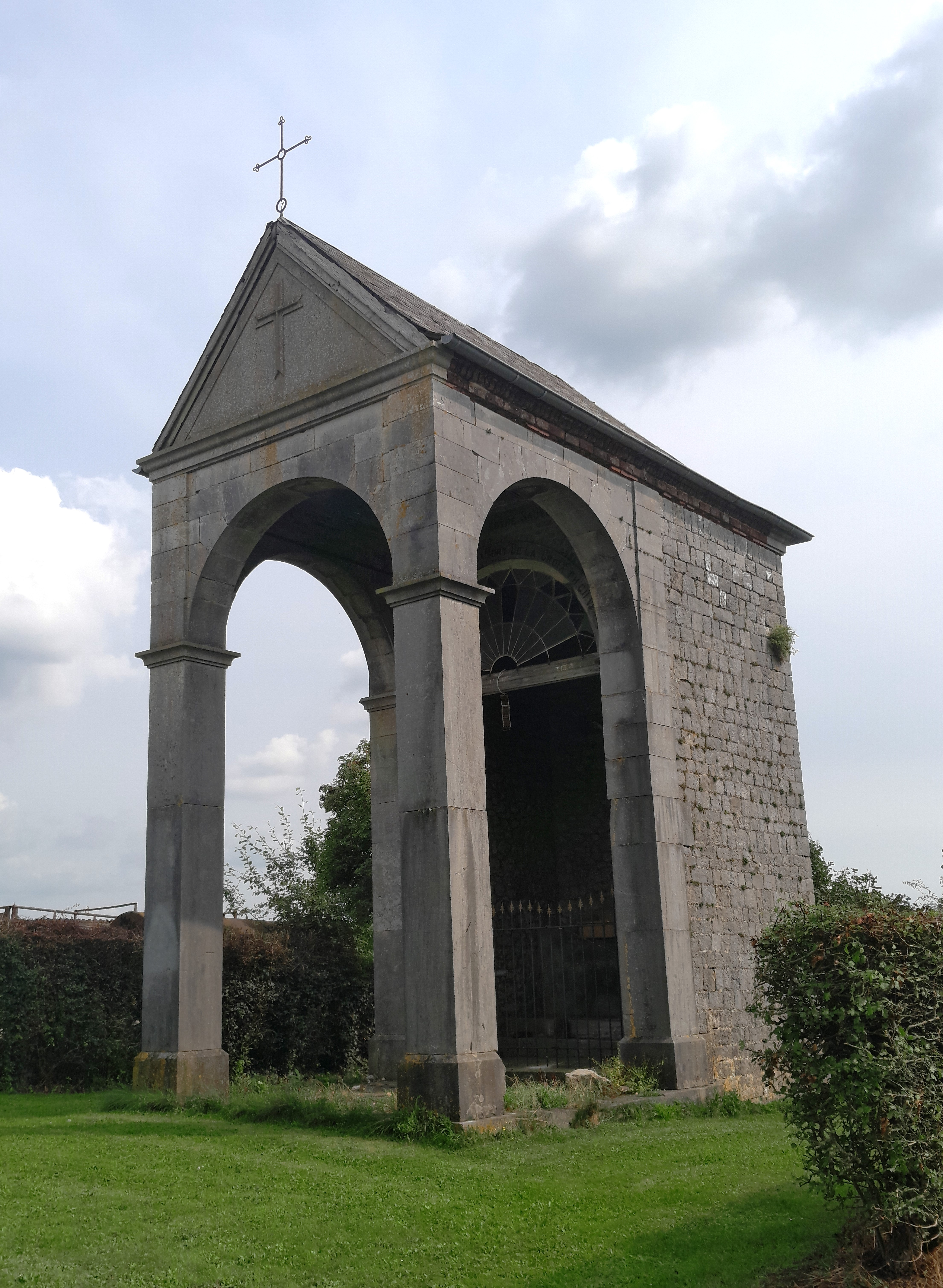
Chapelle Notre-Dame du Rosaire.

Dans la seconde moitié du XVIIe siècle plusieurs petites chapelles sont édifiées : en 1660 à Notre-Dame des sept Douleurs, en 1676 à la Vierge Sacrée, en 1689 à Notre-Dame du Rosaire.
En 1790, à la formation des départements, le village est versé dans le département du Nord, arrondissement d’Avesnes, puis à sa création, dans le canton de Barbençon et ensuite dans celui de Solre-le-Château.
Après le Concordat de 1801, Renlies, qui appartenait au diocèse de Liège, est rattaché avec les cinq villages de la principauté de Barbençon, à l’archidiocèse de Cambrai et au doyenné de Solre-le-Château. En 1815 comme en 1830, ces cinq paroisses sont oubliées et sont donc dirigées par des curés français, jusqu’en 1889 quand on les incorpore au diocèse de Tournai et au doyenné de Beaumont.
En 1830, la rivière de Beaumont arrose la commune et y actionne trois moulins à blé et un moulin à scier le marbre (doté de quatre armures dont une à dix-huit scies) ainsi que la forge du Haut-Marteau. À cette époque, il y a 632 habitants répartis dans 52 maisons. On compte 68 chevaux, 18 poulains, 161 bêtes à cornes, 68 veaux, 15 porcs et 780  moutons. On extrait des pierres calcaires converties en chaux.
De 1801 à 1889, la paroisse fait partie de l’archidiocèse de Cambrai, ce qui signifie que les catéchismes étaient rédigés dans cet archidiocèse et que les séminaristes originaires de Renlies étaient ordinés à Cambrai. Durant la Deuxième Guerre mondiale, il manquait des catéchismes à distribuer aux élèves de l’école primaire. L’instituteur, Mr. Désiré Canivet se tourne en vain vers l’administration communale pour en obtenir. L’instituteur retrouve dans le grenier de l’école des anciens petits catéchismes de Cambrai qu'il distribue à ses élèves. La génération de guerre a ainsi appris par cœur les questions et réponses des leçons du catéchisme de Cambrai. Si les livrets ou les libellés étaient anciens, la doctrine n’avait cependant pas varié.
Renlies est l'une des communes où a eu lieu un petit larcin (en 1859) pour lequel la bande Noire fut jugée en 1862.

## Bourgmestres de Renlies
Mayeurs (période espagnole) :
- 1499 : Colart Labioix ;
- 1561 : Jehan de la Rue ;
- 1588 : Hubert Mahieu : lieutenant-mayeur ;
- Vers 1670 : Jacques Perrin ;

Mayeurs (période française) :
- 1728 : Melchior Joset ;
- 1731 : Jacques Mourue ;
- 1782 : Eugène Motte ;
- 1786 - 1790 : Nicolas Gillet ;
- 1790 : Nicolas Coppée ;

Maires (période française et hollandaise)  :
- 1793 - 1803 : Stanislas Canivet ;
- 1816 - 1817 : Alexis Joseph Brasseur ;
- 1818 - 1830 : Michel Friand, négociant (maire/bourgmestre - période hollandaise) ;

Bourgmestres (Belgique) :
- 1830 - 1843 : Nicolas Ducarme ;
- 1843 - 1858 : Maximilien Aubertin ;
- 1858 - 1863 : Sylvère Fourquet ;
- 1863 - 1879 : Victorien Paquet ;
- 1879 - 1891 : Édouard Gobert ;
- 1891 - 1896 : Émile Chapon ;
- 1896 - 1914 et 1918 - 1940 : Clovis Coppée, agriculteur et organiste de Renlies ;
- 1914 - 1918 : Victor Brogniet, bourgmestre faisant fonction ;
- 1940 - 1944 : Arille Mourue, bourgmestre faisant fonction ;
- 1944 - 1959 : Clovis Béchet ;
- 1959-1976 : Joseph Fagot.

## Patrimoine et culture

### Patrimoine architectural

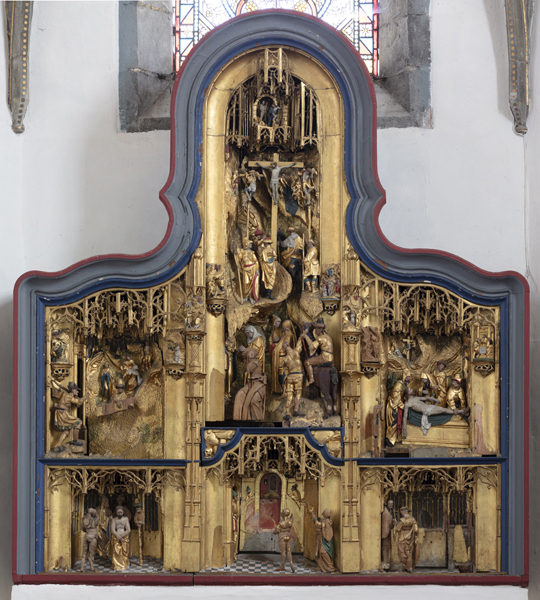
Retable de la Passion.

- Église Saint-Martin de Renlies : de style gothique hennuyer, dédiée à saint Martin, a été construite en 1572; le clocher date de 1664. Elle abrite plusieurs pierres tombales du 16e au XIXe siècle Le sanctuaire a été classé par Arrêté Royal du 16 septembre 1942[9]. Elle abrite un magnifique retable exécuté à Anvers en 1511. Il représente des scènes de la Passion en six tableaux comportant 55 statuettes. Dans la nuit du 30 au 31 octobre 1979, des malandrins enlèvent 35 statuettes (dont 10 seront retrouvées).
- Chapelle Notre-Dame des Sept Douleurs : située près du vieux pont en pierre bleue sur la Hantes. Elle a été élevée en 1660[10], par le mayeur Jean Canivet et son épouse Jeanne Martin et relevée par leurs enfants en 1713.
- Chapelle de Géramont : élevée en 1676[11] à la Vierge Sacrée par la jeunesse de Renlies.
- Chapelle Notre-Dame du Rosaire : élevée en 1689 à la sortie du village en direction de Vergnies par François Dutron et Anne Berteau.
- Chapelle de Gravette :  en l'honneur de Notre-Dame des affligés, élevée par Marie Duterne et François Fosses. La chapelle de style baroque daté de 1718[11].
- Ancien moulin du village : élevé en 1763 à la rue du Village dont la monumentale façade se dresse fièrement sur son imposant perron de pierre. Ancienne propriété du mayeur du village.
- Forge du Haut-Marteau est signalée vers 1200, ce qui ferait d'elle l'une des plus anciennes du pays[12]. Elle cessa ses activités peu après 1840.
- École communale : sur la façade de celle-ci est apposée une plaque à la mémoire de Luc Coppée, pionnier au Congo belge décédé sur le vapeur Ville de Bruges.

### Folklore
- Carnaval de Renlies : en février ;
- Ducasse de Renlies : en août.

## Enseignement

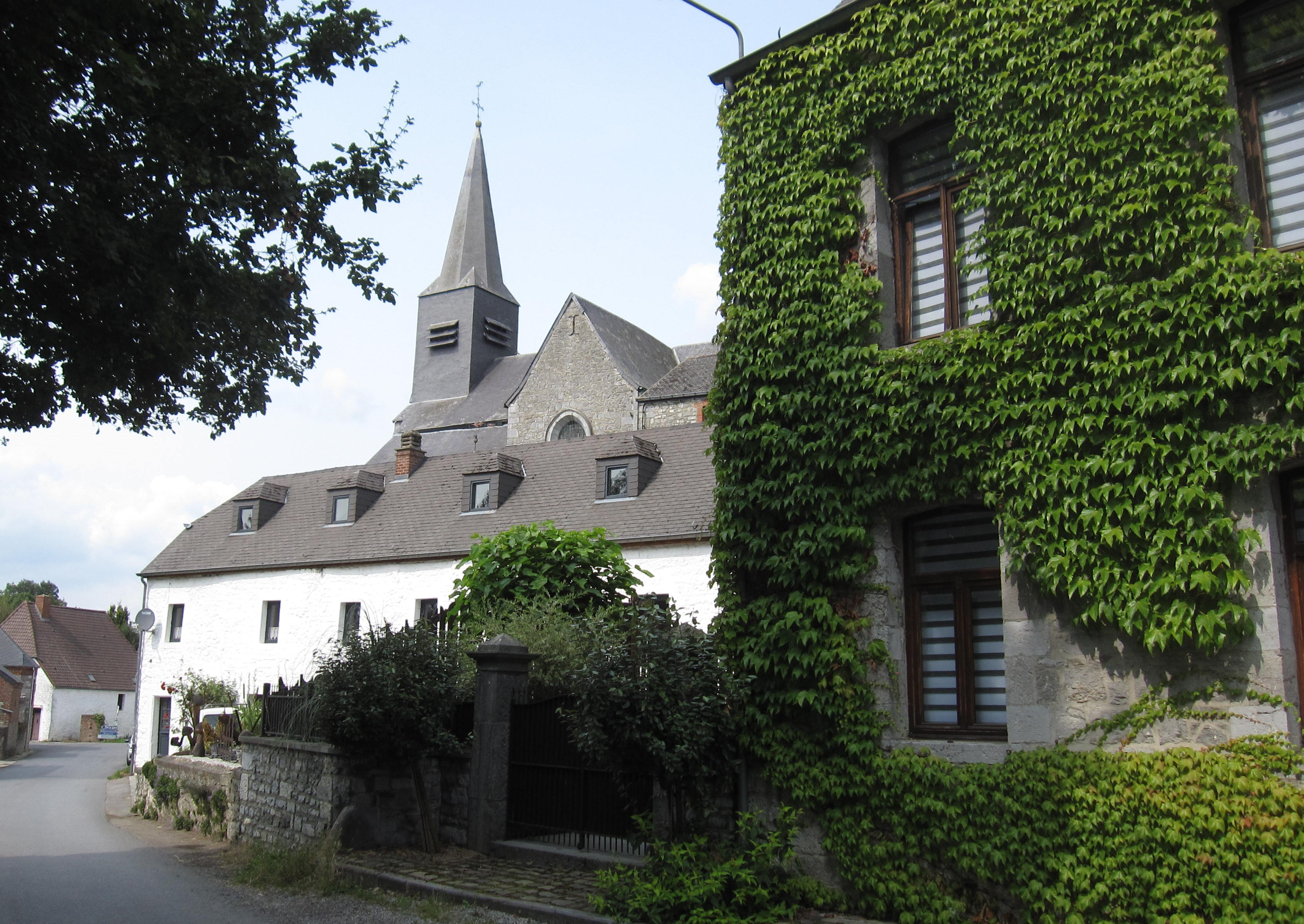
La rue du Tilly à Renlies.

École communale de Renlies, rue Tilly 14 : enseignement maternel et primaire. 
L'École accueille environ 70 élèves.

## Économie - Parc éolien

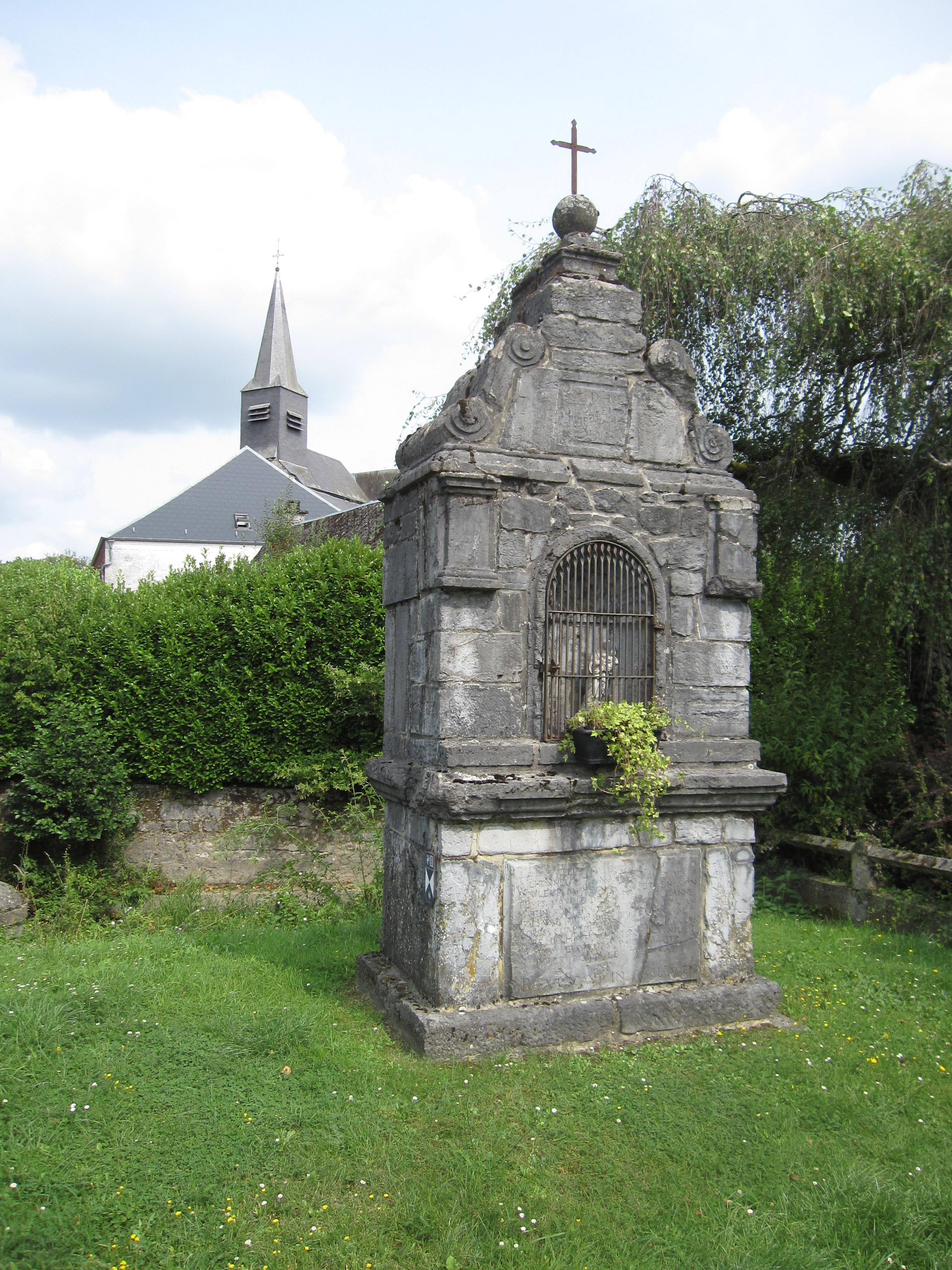
Chapelle Notre-Dame des Sept Douleurs.

Il existait sur le village une carrière de marbre, de qualité moyenne. En 1802-1803, l'exploitation a cessé.
La principale activité de Renlies est constituée par l'activité agricole et plus marginalement l'exploitation forestière et le tourisme compte tenu de la proximité des lacs de l'Eau d'Heure.
Depuis les années 2010, un parc éolien est implanté à Renlies. Dix-sept éoliennes sont aujourd'hui en activité autour de quatre villages de la région de Beaumont (Renlies, Solre-Saint-Géry, Barbençon et Vergnies).
Deux nouveaux parcs éoliens sont prévus par la société New Wind sur le territoire de Renlies (Renlies 1 et Renlies 2). En 2021, Natagora a émis un avis négatif concernant l'implantation du parc Renlies 2 en raison des atteintes à l'avifaune, aux paysages remarquables de l'entre-Sambre-et-Meuse et au non-respect des conditions de dérogation à la Loi sur la Conservation de la Nature. Le 5 avril 2024, le Conseil d'État a annulé le permis accordé par la Région wallonne pour le parc éolien de Renlies 1 (7 éoliennes). 

## Personnalités
- Michel Fagot : prêtre et professeur; fondateur d'un centre de perfectionnement du Club alpin belge aux Houches (Chamonix) et vice-président honoraire du Club alpin belge ;
- Luc Coppée : pionnier dans l’État indépendant du Congo décédé à 31 ans. Une plaque commémorative en rappelle le souvenir sur le mur de l'ancienne maison communale de Renlies.